# Rainer José da Áustria
Rainer José da Áustria (30 de Setembro de 1783 - 16 de Janeiro de 1853) foi Vice-Rei da Lombardia-Vêneto, um dos reinos do Império Austríaco, entre 1818 e 1848. Era também Arquiduque da Áustria e Príncipe da Hungria, Croácia e Boémia.

## Biografia
Rainer era filho do sacro-imperador Leopoldo II e da imperatriz Maria Luísa, sendo assim irmão mais novo do sacro-imperador Francisco I.
Apesar de Rainer sofrer de uma forma leve de epilepsia, essa condição não afectou visivelmente a sua carreira militar.
Rainer foi vice-rei do Reino Lombardo-Vêneto entre 1818 e 1848. Esta posição fez com que, juntamente com a sua esposa, se tornasse chefe da corte de Milão. As suas políticas foram muito pouco populares. Os italianos ressentiam a falta de liberdade providenciada pelo arquiduque e por recolher impostos sem lhes dar benefícios significativos.
Ao longo da década de 1840, a situação política deteriorou-se a tal ponto que, em 1847, a cidade de Metternich voltou aos planos que tinha em 1817 de criar uma chancelaria italiana, enviando o seu braço direito, o conde Charles-Louis de Ficquelmont ao Reino Lombardo-Vêneto para restaurar a soberania austríaca enquanto conquistavam a administração da Itália do norte. Mas alguns meses depois, Ficquelmont foi chamado a Viena para assumir a liderança do Conselho de guerra quando rebentou a Revolução de 1848.
Os erros do arquiduque Rainer, bem como a falta de entendimento entre Ricardo e o marechal-de-campo Graf Radetzky foram apontados como a causa da Revolução Italiana de 1848.

## Casamento e descendência
Rainer casou-se em Praga no dia 28 de Maio de 1820 com a princesa Isabel de Saboia, irmã do príncipe de Carignano que se tornou rei da Sardenha em 1831. Era também neta do duque do Báltico, principado da Curlândia. Tiveram os seguintes filhos:
1. Maria Carolina da Áustria (6 de Fevereiro de 1821 - 23 de Janeiro de 1844), morreu aos vinte-e-dois anos de idade; sem descendência.
2. Adelaide da Áustria (3 de Junho de 1822 – 20 de Janeiro de 1855), casada com o rei Vítor Emanuel II da Itália; com descendência, incluindo a rainha D. Maria Pia de Portugal.
3. Leopoldo Luís da Áustria (6 de Junho de 1823 – 24 de Maio de 1898), oficial do exército austríaco; morreu solteiro e sem descendência.
4. Ernesto Carlos da Áustria (8 de Agosto de 1824 – 4 de Abril de 1899), casado com Laura Skublicsde Velike et Bessenyö; com descendência
5. Sigismundo Leopoldo da Áustria (7 de Janeiro de 1826 – 15 de Dezembro de 1891), oficial do exército austríaco, morreu solteiro e sem descendência.
6. Rainer Fernando da Áustria (11 de Janeiro de 1827 – 27 de Janeiro de 1913), exerceu vários cargos políticos, incluindo presidente do Reichsrat e presidente do conselho de ministros do Império Áustro-Húngaro. Morreu solteiro e sem descendência.
7. Henrique António da Áustria (9 de Maio de 1828 – 30 de Novembro de 1891), oficial no exército austríaco. Casado com Leopoldine Hofmann Baronin von Waideck; com descendência.
8. Maximiliano Carlos da Áustria (16 de Janeiro de 1830 – 16 de Março de 1839), morreu aos nove anos de idade.

A Revolução de 1848 forçou Rainer e Isabel a deixar a corte de Milão. Quando a insurreição foi abafada, Radetzky foi nomeado sucessor de Ricardo como vice-rei. Apesar de quase todos os seus filhos, à excepção de Adelaide, estarem enterrados na Cripta Imperial em Viena, os restos mortais de Ricardo e da esposa encontram-se enterrados no Maria Himmelfahrtskirche em Bolzano.
Através da sua filha Adelaide, Rainer é antepassado directo da família real italiana que reinou entre 1861 e 1946.

## Genealogia
| Rainer José da Áustria | Pai: Leopoldo II, Sacro Imperador Romano-Germânico | Avô paterno: Francisco I, Sacro Imperador Romano-Germânico | Bisavô paterno: Leopoldo, Duque de Lorena                   |
| Rainer José da Áustria | Pai: Leopoldo II, Sacro Imperador Romano-Germânico | Avô paterno: Francisco I, Sacro Imperador Romano-Germânico | Bisavó paterna: Isabel Carlota de Orleães                   |
| Rainer José da Áustria | Pai: Leopoldo II, Sacro Imperador Romano-Germânico | Avó paterna: Maria Teresa da Áustria                       | Bisavô paterno: Carlos VI, Sacro Imperador Romano-Germânico |
| Rainer José da Áustria | Pai: Leopoldo II, Sacro Imperador Romano-Germânico | Avó paterna: Maria Teresa da Áustria                       | Bisavó paterna: Isabel Cristina de Brunswick-Wolfenbüttel   |
| Rainer José da Áustria | Mãe: Maria Luísa da Espanha                        | Avô materno: Carlos III de Espanha                         | Bisavô materno: Filipe V de Espanha                         |
| Rainer José da Áustria | Mãe: Maria Luísa da Espanha                        | Avô materno: Carlos III de Espanha                         | Bisavó materna: Isabel Farnésio                             |
| Rainer José da Áustria | Mãe: Maria Luísa da Espanha                        | Avó materna: Maria Amália da Saxônia                       | Bisavô materno: Augusto III da Polônia                      |
| Rainer José da Áustria | Mãe: Maria Luísa da Espanha                        | Avó materna: Maria Amália da Saxônia                       | Bisavó materna: Maria Josefa da Áustria                     |